# Neoseiulus akakius
Neoseiulus akakius är en spindeldjursart som beskrevs av John Stanley Beard 200. Neoseiulus akakius ingår i släktet Neoseiulus och familjen Phytoseiidae. Inga underarter finns listade i Catalogue of Life.